# Megarhyssa praecellens
Megarhyssa praecellens là một loài tò vò trong họ Ichneumonidae.